# Bernard Evein
Bernard Jean Evein (* 5. Januar 1929 in Saint-Nazaire, Frankreich; † 8. August 2006 in Noirmoutier-en-l’Île) war ein französischer Filmarchitekt und Bühnenbildner.

## Leben
Evein war neben Jacques Saulnier der führende Szenenbildner der Nouvelle Vague. Er hatte an der École des Beaux-Arts von Nantes und am Institut des hautes études cinématographiques (IDHEC) in Paris studiert. Dort schloss er 1951 mit einem Diplom ab.
Im Jahr 1952 begann Evein seine Architektentätigkeit, sowohl beim Theater als auch beim Film. Nach einer kaum beachteten 16-mm-Produktion des Schauspielers Jean Desailly konzentrierte sich Evein zunächst auf seine Tätigkeit als Bühnenbildner für Pariser Theater, ehe er 1957 regelmäßig für das Kino zu arbeiten begann. Dort entwarf er, anfänglich häufig zusammen mit dem Kollegen Saulnier, die Dekorationen für die zentralen Arbeiten der damaligen Regieneulinge Claude Chabrol, Louis Malle, François Truffaut, Jean-Luc Godard, Agnès Varda und Philippe de Broca, deren realistischen Stil Evein durch seine Bauten erheblich mitprägte. Seine eindrucksvollsten Arbeiten gelangen ihm mit den Dekors zu den schwärmerischen Kinomärchen Jacques Demys. 1995 gab er in einer Filmdokumentation L’univers de Jacques Demy Auskunft über seine Zusammenarbeit mit dem Regisseur.
Außerdem designte Evein recht konventionelle Arbeiten für Regieveteranen wie René Clement (Die Nacht der Erfüllung), Vittorio de Sica (Siebenmal lockt das Weib) und Marcel Carné (La merveilleuse visite). Ab den späten 1970er Jahren hatte Evein sein Hauptbetätigungsfeld wieder in Richtung Bühnenbild verlegt. Kurz vor Vollendung seines 60. Lebensjahres zog sich Bernard Evein ins Privatleben zurück. Aus seiner Ehe mit der Kostümbildnerin Jacqueline Moreau ging seine Tochter Agnès Evein hervor, die wie ihre Mutter Kostümbildnerin wurde.

## Filmografie
- 1952: On ne badine pas avec l’amour (16-mm-Film)
- 1957: Le bel indifférent (Kurzfilm)
- 1958: Die Liebenden
- 1958: Schrei, wenn du kannst
- 1959: Sie küßten und sie schlugen ihn
- 1959: Schritte ohne Spur
- 1959: Liebesspiele (Les jeux de l’amour)
- 1959: Zazie
- 1960: Vis-à-vis (Les scélérats)
- 1960: Letztes Jahr in Marienbad (nur Kostüme)
- 1960: Wo bleibt die Moral, mein Herr? (Le farceur)
- 1960: Liebhaber für fünf Tage (L’amant de cinq jours)
- 1960: Lola, das Mädchen aus dem Hafen (Lola)
- 1960: Die Erwachsenen (Les grandes personnes)
- 1960: Eine Frau ist eine Frau (Une femme est une femme)
- 1961: Das fremde Gesicht (Le rendez-vous de minuit)
- 1961: Mittwoch zwischen 5 und 7 (Cléo de 5 à 7)
- 1961: Der Kampf auf der Insel (Le combât dans l’île)
- 1961: Die sieben Hauptsünden (Les sept péchés capitaux)
- 1961: Privatleben
- 1961: Sonntage mit Sybill
- 1962: Nacht der Erfüllung (Le jour et l’heure)
- 1962: Die blonde Sünderin
- 1963: Das Irrlicht (Le feu follet)
- 1963: Die Regenschirme von Cherbourg
- 1963: Die Hölle von Algier (L’insoumis)
- 1964: Jungfrau reich garniert (Aimez-vous les femmes ?)
- 1964: Comment épouser un premier ministre
- 1965: Viva Maria
- 1965: Paris im Monat August (Paris au mois d’août)
- 1965: Wer sind Sie, Polly Magoo? (Qui êtes-vous, Polly Magoo?)
- 1966: Die Mädchen von Rochefort
- 1967: Das älteste Gewerbe der Welt (Le plus vieux métier du monde)
- 1967: Siebenmal lockt das Weib (Woman Times Seven)
- 1967: Tanjas Geliebter (Adolphe ou l’âge tendre)
- 1968: Sweet Hunters
- 1969: Das Geständnis (L’aveu)
- 1970: Le bateau sur l’herbe
- 1973: Wo die grünen Nudeln fliegen (Le grand bazar)
- 1973: Bonne chance (Le hasard et le violence)
- 1973: Die Umstandshose (L’événement le plus important depuis que l’homme a marché sur la lune)
- 1973: La merveilleuse visite
- 1975: Der Greifer (L'Alpagueur)
- 1976: Nea – Ein Mädchen entdeckt die Liebe (Néa)
- 1976: Das Spielzeug (Le Jouet)
- 1977: Madame Rosa (La vie devant soi)
- 1977: Lady Oscar
- 1979: Liebe Unbekannte (Chère inconnue)
- 1979: Tous vedettes
- 1980: Une merveilleuse journée
- 1982: Ein Zimmer in der Stadt (Une chambre dans la ville)
- 1984: Notre histoire
- 1985: Thérèse
- 1986: La rumba
- 1988: Trois places pour le 26